# Unidad de Control del Espacio Público

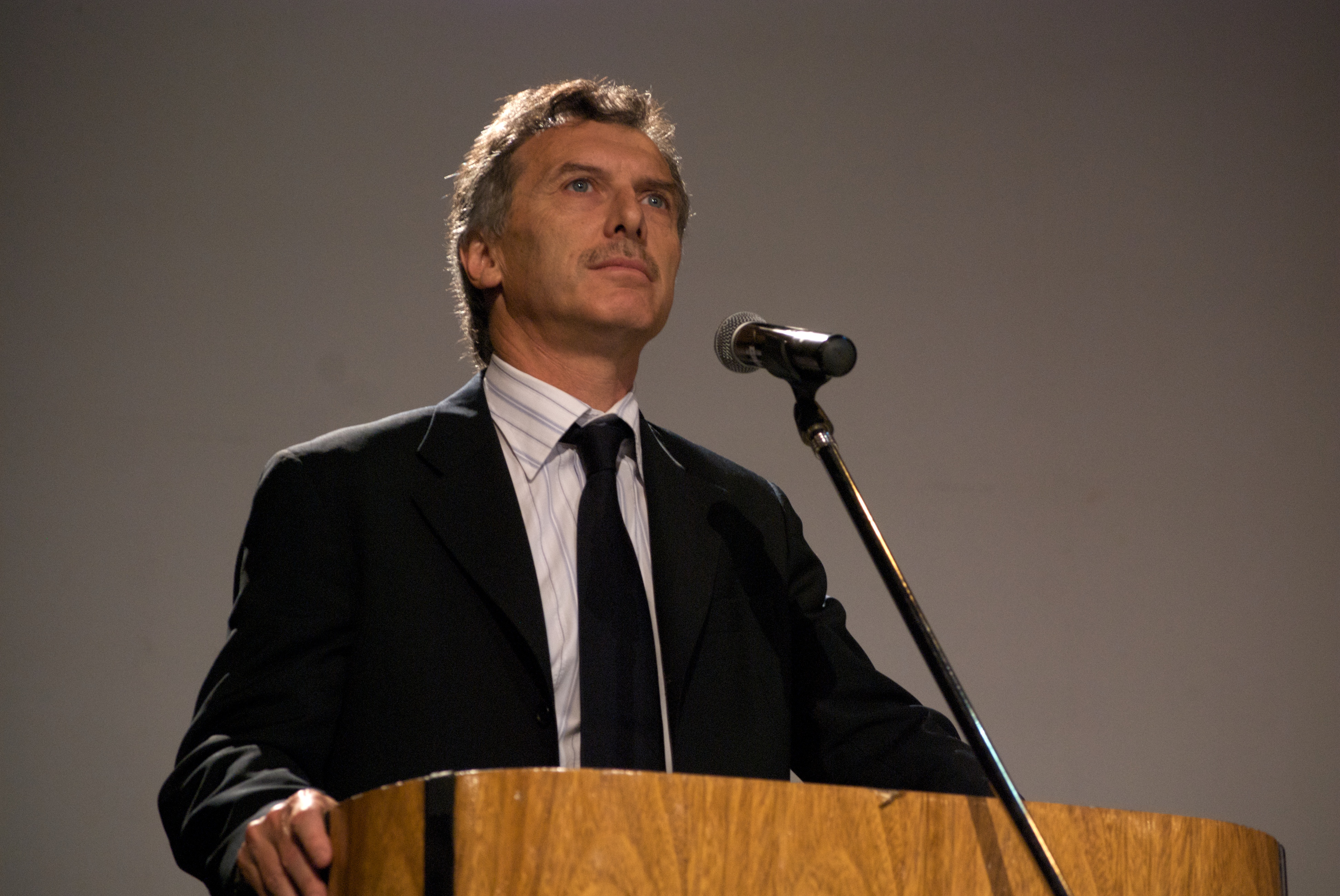
Mauricio Macri, entonces jefe de Gobierno de la ciudad de Buenos Aires y líder del PRO, creó la UCEP a través de un decreto.

La Unidad de Control del Espacio Público (UCEP) fue un organismo público de la ciudad de Buenos Aires, Argentina. Fue creado por el entonces jefe de Gobierno de la ciudad y líder del PRO, Mauricio Macri, a través del decreto N° 1232/08 del 29 de octubre de 2008. La UCEP fue denunciada por la Defensoría del Pueblo, partidos opositores, periodistas, vecinos y personas sin techo damnificadas, por ejercer violencia física y verbal contra indigentes y sustraerles sus pertenencias. Existe, a su vez, un caso en el que una mujer embarazada denunció no solo haber sido golpeada e insultada, sino también haber sido abusada sexualmente por miembros de la UCEP, lo que derivó en un desplazamiento de placenta constatado por personal médico del hospital Ramos Mejía.

## Antecedentes
Su antecedente inmediato fue el organismo de “Recuperación del Espacio Público” (RECEP), constituido en el año 2005, mediante el Decreto 1136/05 y dependiente de la Secretaría de Producción, Turismo y Desarrollo Sustentable que fue creado con el objetivo de “recuperar los espacios públicos de la CABA, entendiéndose por tales, no solo los espacios verdes, sino también los llamados espacios grises que comprenden plazas secas, veredas, calles y avenidas que en la
actualidad o en el futuro

## Funciones
Entre sus funciones, están las de mantener el espacio público libre de usurpadores por vía de la persuasión y la difusión de la normativa vigente y las sanciones correspondientes, colaborar operativamente en mantener el orden en el espacio público y colaborar operativamente en el decomiso y secuestro de elementos, materiales y mercaderías acopiadas ilegalmente en el espacio público o utilizados para realizar actividades ilegales en el espacio público.

## Integrantes

### Jefe de la UCEP
Luis Savoiardo, alias el Tano, era quien conducía de facto la UCEP. 

### Miembros de la UCEP
El resto de los miembros eran: Jonathan Savoiardo, Marcelo Savoiardo, Romina Savoiardo, Claudio Apecetche, Alejandro Maximiliano Arismendi, Ramón Adrián Barroso, Carlos Alberto Cabrera, Rodrigo Maximiliano Carrizo, Sebastián Andrés Castillo, Alfredo Javier Cuadrelli, Victorio Pedro De Cillis, Carlos Alberto Failde, Gustavo Fabián Fernández, Marcelo Damián Fernández, Juan Pablo Motta, Gustavo Adrián Ordóñez, Daniel Francisco Pagano, Daniel Héctor Pizarro, Marcelo Alejandro Reina, Ramón Alejandro Rodríguez, Gabriel Epifanio Romero, Gabriel Ángel Ruiz, Diego Emiliano Sansanelli, Juan Manuel Superno, Eduardo Oscar Tassano y Damián Vieitez.

## CD entregados a la Justicia

### Informe

#### hitos 2008-2009
En el informe de la UCEP existe una sección llamada Grandes hitos 2008-2009, que lista una serie de intervenciones del organismo, a saber:
| Fecha                      | Lugar                                                  | Comentario |
| -------------------------- | ------------------------------------------------------ | --- |
| Enero de 2008              | “Larrazábal” (Zona del Club “Deportivo Español”)       | Se desintrusó la zona. Había un total de 20 familias asentadas en vía pública. Poseían frazadas, chozas, etc. Gran acopio de basura. Intervino también la Policía Federal.        |
| 22 de febrero de 2008      | Barrancas de Belgrano: La Pampa y Vías del Ferrocarril | Se desintrusó la zona. Había un total de 40 familias asentadas en vía pública. Poseían casillas, carpas, etc. Hacían gran acopio de basura. Intervino también la Policía Federal. |
| Noviembre de 2008          | Avenida Corrientes                                     | Fajas de Infracciones en publicidad. |
| Diciembre de 2008          | Costanera Sur                                          | Levantamiento de puestos de comida (carritos). |
| Diciembre de 2008          | Avenida San Juan y Avenida 9 de Julio (bajo Autopista) | Gran operativo en número de personas y mobiliario. |
| Fines de diciembre de 2008 | Sementera (sic) de Avellaneda (dentro de “Villa 31”)   | Se mantenía cerrada la entrada para el consumo y venta de materiales. |

### TopadoraIambrich
En uno de los CD entregados a la Justicia aparece una caricatura de Marcelo Iambrich, director del Centro de Gestión y Participación Comunal N.º 6, de Caballito, en el momento en que se desalojó la huerta comunitaria Orgázmica. En la ilustración se lo ve conduciendo un tanque de guerra que arrolla cogollos de marihuana. En la parte superior del dibujo dice Marcelo "Topadora" Iambrich y en la inferior Héroe de Caballito.

## Defensa de Macri y funcionarios del gobierno
Ante los cuestionamientos que recibió la UCEP, Macri salió en defensa del organismo:

Ninguna de las críticas ni las acusaciones judiciales contra la UCEP tiene fundamento. Funciona bien y le da un buen servicio a los vecinos.

## Disolución
En noviembre de 2009, el gobierno de Macri anunció a través del ministro de Espacio Público, Juan Pablo Piccardo, que la UCEP sería disuelta y sus empleados serían redistribuidos en otras áreas. Como consecuencia, la problemática de las personas en situación de calle pasó a ser responsabilidad exclusiva del Ministerio de Desarrollo Social a cargo de María Eugenia Vidal, mediante el programa Buenos Aires Presente (BAP). El director general de Ordenamiento del Espacio Público, Jorge Polini, manifestó a su vez que los exintegrantes de la UCEP dejarían de participar en actividades vinculadas con las relaciones humanas.
Tras la disolución del organismo, Macri sostuvo que no se había agredido a ningún indigente, calificó las críticas de oportunismo político, sostuvo que el objetivo era llevar a los sin techo a lugares donde pudieran comer, tener agua caliente y dormir en una cama y que decidió disolver la UCEP porque se cumplió una etapa y por el nivel de agresión de un sector político que busca sistemáticamente el conflicto.

## Impacto cultural
El humorista y guionista de radio y televisión Carlos Barragán creó en 2009 un tema con ritmo de bossa nova sobre la UCEP. En la canción, cuyo estribillo es Mauricio quemales el colchón, se hace un panegírico irónico del accionar de la UCEP y de la gestión de Macri. Barragán también crítica el discurso apolítico y en contra de las ideologías del PRO, contrastándolo con las políticas implementadas por dicho partido (Sé que va a estar buena esta ciudad/con tareas de limpieza y más seguridad/Crotos en la vereda será cosa de ayer/Basta de ideologías los tenemos que barrer) y le pide a Macri que no tenga miedo de decir que es fascista.